# District de Minden
Pour les articles homonymes, voir Minden (homonymie).
1816–1947
Entités précédentes :
- Royaume de Prusse

Entités suivantes :
- District de Detmold

Le district de Minden est un ancien district de la province de Westphalie de 1816 à 1946 puis de Rhénanie du Nord-Westphalie de 1946 à 1947. Il est intégré ensuite dans le district de Detmold. Le siège du district est à Minden mais la plus grande ville du district est Bielefeld. Le terme "Westphalie Est" est devenu synonyme du district et son usage est encore très répandu aujourd'hui, entre autres dans le nom de la région de Westphalie Est-Lippe. 

## Histoire
L’histoire du district remonte au décret prussien sur l’amélioration de l’établissement des autorités provinciales du 30 avril 1815. À cette époque, le gouvernement et l'administration prussiens sont réorganisés après le Congrès de Vienne et les provinces sont divisées en 28 districts, dont l'un est le district de Minden. Comme les autres, le district de Minden est créé le 22 avril 1816. 
Historiquement, ce gouvernement de district remonte aux traités de Westphalie de 1648. Conformément à ses dispositions, la principauté de Minden relève dorénavant du Brandebourg, qui laisse initialement le siège du gouvernement à Petershagen. En 1669, le siège est transféré à la cour épiscopale de Minden. En 1719, le gouvernement du comté de Ravensberg est ramené à Minden. En 1722, l'administration est transférée à la Chambre de guerre et de la succession, le gouvernement restant avant tout l'autorité judiciaire. En 1816, le gouvernement réorganisé devient l'autorité administrative centrale de la Westphalie Est, qui comprend également les régions autrefois prussiennes du sud de la Westphalie Est. 
Au cours de l'adhésion du land de Lippe en 1947 à la Rhénanie du Nord-Westphalie, la région de Lippe est unie au district de Minden dans un nouveau district avec comme siège Detmold. Malgré les protestations féroces des membres de la fonction publique et de la population de Minden, les autorités sont transférées le 1er avril 1947 de Minden à Detmold. Le 2 juin 1947, le district est renommé comme les autres districts administratifs du Land d'après la ville de son siège et devient le district de Detmold. 

### Démographie
L'aperçu ci-dessous présente les chiffres de population du district de Minden, avec son territoire qui est resté pratiquement inchangé de 1815 à 1947. Les chiffres sont des résultats de recensement. Les données se réfèrent à 1861 sur la "population de peuplement douanier", à partir de 1864 sur les "résidents locaux", à partir de 1925 sur la population résidente et pour 1946 à nouveau sur les "résidents locaux". 
| Année | Population |
| ----- | ---------- |
| 1816  | 336 033    |
| 1819  | 340 797    |
| 1822  | 356 861    |
| 1825  | 369 204    |
| 1828  | 383 419    |
| 1831  | 389 758    |
| 1834  | 402 471    |
| 1837  | 412 587    |

| Année | Population |
| ----- | ---------- |
| 1840  | 437 463    |
| 1843  | 447 812    |
| 1846  | 455 571    |
| 1849  | 459 954    |
| 1852  | 468 277    |
| 1855  | 458 346    |
| 1858  | 455 912    |
| 1861  | 465 165    |

| Année | Population |
| ----- | ---------- |
| 1864  | 475 457    |
| 1867  | 477 152    |
| 1871  | 473 555    |
| 1880  | 504 657    |
| 1885  | 520 617    |
| 1890  | 549 709    |
| 1895  | 586 130    |
| 1900  | 636 875    |

| Année | Population |
| ----- | ---------- |
| 1905  | 687 084    |
| 1910  | 736 128    |
| 1925  | 806 571    |
| 1933  | 871 767    |
| 1939  | 928 655    |
| 1946  | 1 135 302  |

## Divisions administratives
- Composition du district:

Composition du district de Minden de 1817 à 1831.

Composition du district de 1832 à 1947.

1. Arrondissement de Bielefeld (de)
2. Arrondissement de Brakel (de) (jusqu'en 1831, intégré à l'arrondissement d'Höxter (de))
3. Arrondissement de Bünde (de) (jusqu'en 1831, divisé entre l'arrondissement de Herford et l'arrondissement de Lübbecke (de))
4. Arrondissement de Büren (de)
5. Arrondissement d'Halle-en-Westphalie (de)
6. Arrondissement d'Herford
7. Arrondissement d'Höxter (de)
8. Arrondissement de Lübbecke (de) (à partir de 1832)
9. Arrondissement de Minden (de)
10. Arrondissement de Paderborn (de)
11. Arrondissement de Rahden (de) (jusqu'en 1831, devient l'arrondissement de Lübbecke (de))
12. Arrondissement de Warburg (de)
13. Arrondissement de Wiedenbrück (de)

## Président de district

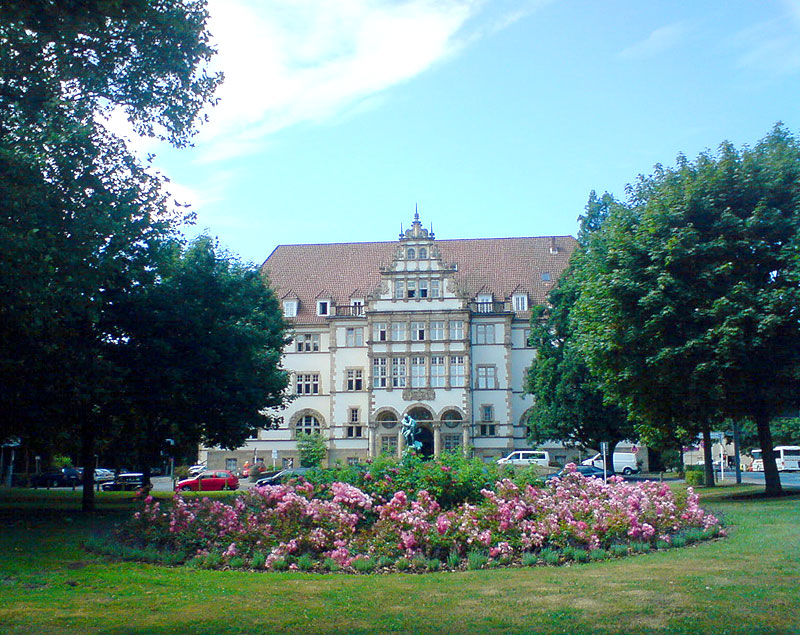
Le Neue Regierung Minden est utilisée de 1906 à 1947 comme siège du district. L'architecte responsable est Paul Kieschke.

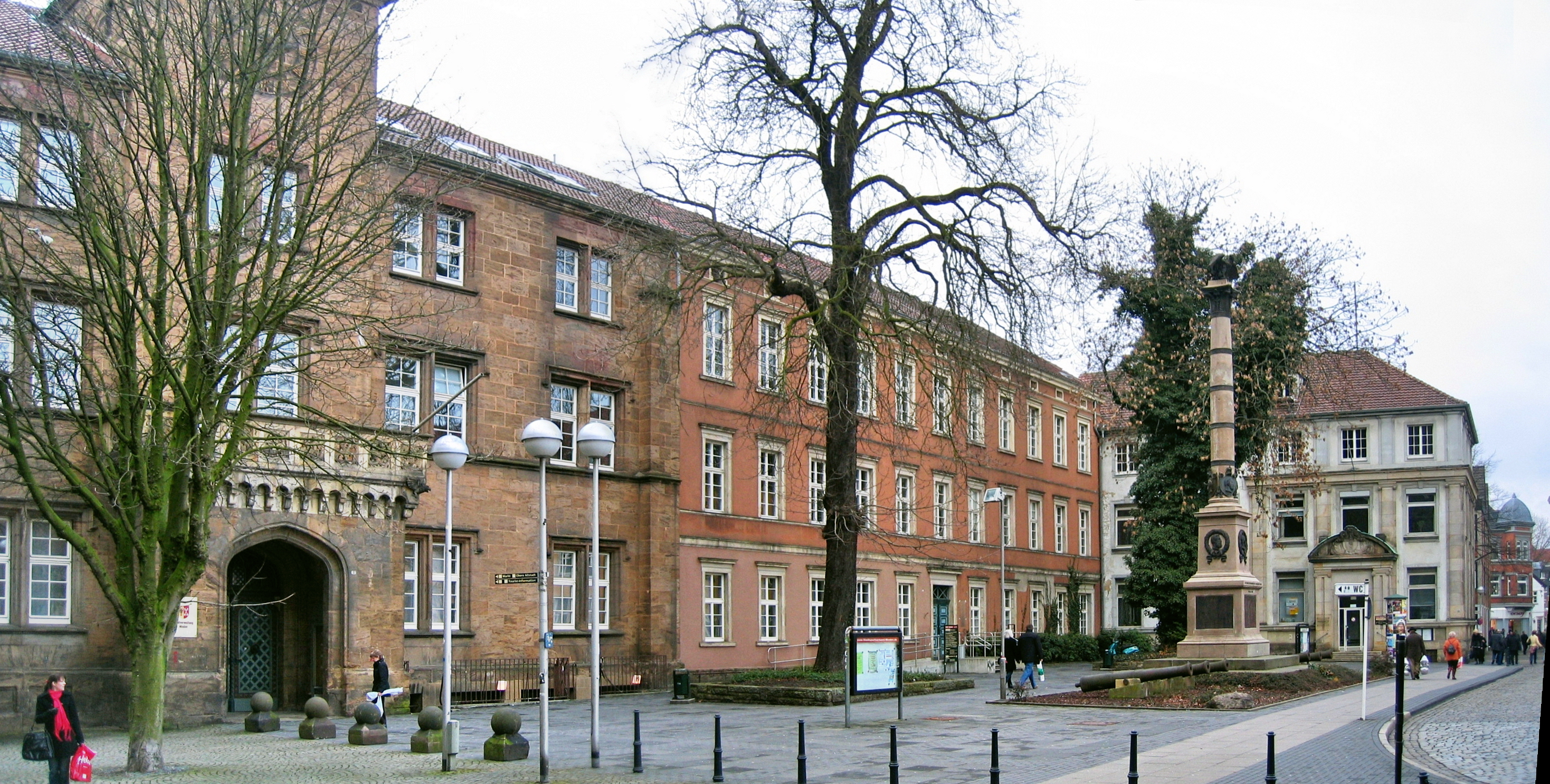
LAlte Regierung Minden est utilisé de 1846 à 1906 comme siège du district et est aujourd'hui l'Hôtel de ville de Minden.

- 1816-1825: Karl von der Horst (de)
- 1825-1847: Karl Gottlieb Richter (de)
- 1847-1853: Franz von Borries (de)
- 1853-1858: Friedrich Wilhelm Ernst Peters (de)
- 1858-1866: Moritz von Bardeleben
- 1866-1867: Ferdinand von Nordenflycht
- 1867-1871: Ludwig von Bodelschwingh (de)
- 1872-1881: Hermann von Eichhorn
- 1882-1894: Adolf von Pilgrim (de)
- 1894-1897: Oskar von Arnstedt (de)
- 1897-1899: Alexander von Bischoffshausen (de)
- 1899-1903: Arthur Schreiber (de)
- 1903-1909: Francis Kruse (de)
- 1909-1917: Georg von Borries junior
- 1917-1920: Rudolf von Campe (de)
- 1920-1933: Paul Hagemeister (de)
- 1933-1943: Adolf von Oeynhausen (de)
- 1943-1945: Günther von Stosch (de)
- 1945-1947: Paul Zenz (de)